# Rebel (organisation)
 For alternative betydninger, se Rebel. (Se også artikler, som begynder med Rebel)
Rebel var en revolutionær ungdomsorganisation, der blev dannet i 1992, umiddelbart efter at Venstresocialisternes Ungdom blev nedlagt. Udover VSU deltog unge fra BZ-bevægelsen og Socialistisk Arbejderparti også. Efter en periode med medlemstilbagegang sluttede Rebel sig i 2001 sammen med Enhedslistens Ungdomsnetværk, og stiftede Socialistisk UngdomsFront.